# Валентіно Лазаро
Валентіно Лазаро (нім. Valentino Lazaro, нар. 26 березня 1996, Грац) — австрійський футболіст, правий фланговий захисник італійського «Торіно» і національної збірної Австрії.

## Клубна кар'єра
Народився 26 березня 1996 року в місті Грац. Вихованець юнацьких команд футбольних клубів «Грацер» та «Ред Булл».
У дорослому футболі дебютував 2012 року виступами за команду клубу «Ред Булл», в якій провів один сезон, взявши участь лише у 5 матчах чемпіонату. 
Протягом 2013 року грав в оренді за «Ліферінг», фарм клуб «Ред Булла».
До складу клубу «Ред Булл» повернувся 2013 року. Відтоді протягом наступних 3,5 років відіграв за команду із Зальцбурга 82 матчі в національному чемпіонаті.
Згодом протягом 2017–2019 років грав у Німеччині за берлинську «Герту», а 1 липня 2019 року за орієнтовні 22 мільйони євро перейшов до міланського «Інтернаціонале», з яким уклав чотирирічний контракт. Через півроку, не ставши гравцем основного складу «Інтера», був відданий в оренду до англійського «Ньюкасл Юнайтед», за який протягом першої половини 2020 року провів 13 матчів у першості Англії. 
20 серпня 2020 року був знову відданий в оренду, цього разу до Німеччини, де став гравцем «Боруссії» Менхенгладбах. Протягом сезону взяв участь у 28 іграх усіх турнірів, після чого влітку 2021 року повернувся до «Інтера». Однак тренерський штаб міланців не був зацікавлений у його послугах, і сезон 2021/22 провів знову в оренді, цього разу у португальській «Бенфіці».
Повернувшись із Португалії, влітку 2022 року був відданий в оренду вже до «Торіно», який за рік, у серпні 2023, викупив контракт австрійця за 4 мільйони євро, уклавши з ним повноцінну угоду.

## Виступи за збірні
З 2015 року залучається до складу молодіжної збірної Австрії. На молодіжному рівні зіграв у 5 офіційних матчах.
У 2014 році дебютував в офіційних матчах у складі національної збірної Австрії. Протягом дев'ятирічної кар'єри у національній команді виходив у її формі на поле у 36 офіційних іграх, забивши три голи.
| Дата       | Місто                  | Господарі            | Результат | Гості                | Турнір                               | Голи | Примітки |
| ---------- | ---------------------- | -------------------- | --------- | -------------------- | ------------------------------------ | ---- | -------- |
| 30-5-2014  | Інсбрук                | Австрія              | 1 – 1     | Ісландія             | товариський матч                     | -    | 75'      |
| 3-6-2014   | Оломоуць               | Чехія                | 1 – 2     | Австрія              | товариський матч                     | -    | 84'      |
| 8-9-2014   | Відень                 | Австрія              | 1 – 1     | Швеція               | Відбір до ЧЄ 2016                    | -    | 86'      |
| 12-10-2014 | Відень                 | Австрія              | 1 – 0     | Чорногорія           | Відбір до ЧЄ 2016                    | -    | 83'      |
| 15-11-2016 | Відень                 | Австрія              | 0 – 0     | Словаччина           | товариський матч                     | -    |          |
| 24-3-2017  | Відень                 | Австрія              | 2 – 0     | Молдова              | Відбір до ЧС 2018                    | -    | 69'      |
| 28-3-2017  | Інсбрук                | Австрія              | 1 – 1     | Фінляндія            | товариський матч                     | -    |          |
| 11-6-2017  | Дублін                 | Ірландія             | 1 – 1     | Австрія              | Відбір до ЧС 2018                    | -    |          |
| 6-10-2017  | Відень                 | Австрія              | 3 – 2     | Сербія               | Відбір до ЧС 2018                    | -    | 77'      |
| 9-10-2017  | Кишинів                | Молдова              | 0 – 1     | Австрія              | Відбір до ЧС 2018                    | -    | 59'      |
| 14-11-2017 | Відень                 | Австрія              | 2 – 1     | Уругвай              | товариський матч                     | -    | 74'      |
| 23-3-2018  | Клагенфурт-ам-Вертерзе | Австрія              | 3 – 0     | Словенія             | товариський матч                     | -    | 67'      |
| 27-3-2018  | Люксембург             | Люксембург           | 0 – 4     | Австрія              | товариський матч                     | -    | 62'      |
| 6-9-2018   | Відень                 | Австрія              | 2 – 0     | Швеція               | товариський матч                     | -    | 59'      |
| 11-9-2018  | Зениця                 | Боснія і Герцеговина | 1 – 0     | Австрія              | Ліга націй УЄФА 2018-2019 - 1-й етап | -    |          |
| 12-10-2018 | Відень                 | Австрія              | 1 – 0     | Північна Ірландія    | Ліга націй УЄФА 2018-2019 - 1-й етап | -    | 90'      |
| 16-10-2018 | Гернінг                | Данія                | 2 – 0     | Австрія              | товариський матч                     | -    |          |
| 15-11-2018 | Відень                 | Австрія              | 0 – 0     | Боснія і Герцеговина | Ліга націй УЄФА 2018-2019 - 1-й етап | -    |          |
| 18-11-2018 | Белфаст                | Північна Ірландія    | 1 – 2     | Австрія              | Ліга націй УЄФА 2018-2019 - 1-й етап | 1    |          |
| 21-3-2019  | Відень                 | Австрія              | 0 – 1     | Польща               | Відбір до ЧЄ 2020                    | -    | 81'      |
| 24-3-2019  | Хайфа                  | Ізраїль              | 4 – 2     | Австрія              | Відбір до ЧЄ 2020                    | -    | 44'      |
| 7-6-2019   | Відень                 | Австрія              | 1 – 0     | Словенія             | Відбір до ЧЄ 2020                    | -    | 80'      |
| 10-6-2019  | Скоп'є                 | Північна Македонія   | 1 – 4     | Австрія              | Відбір до ЧЄ 2020                    | 1    |          |
| 6-9-2019   | Зальцбург              | Австрія              | 6 – 0     | Латвія               | Відбір до ЧЄ 2020                    | -    | 69'      |
| 9-9-2019   | Варшава                | Польща               | 0 – 0     | Австрія              | Відбір до ЧЄ 2020                    | -    | 77'      |
| 10-10-2019 | Відень                 | Австрія              | 3 – 1     | Ізраїль              | Відбір до ЧЄ 2020                    | 1    |          |
| 13-10-2019 | Любляна                | Словенія             | 0 – 1     | Австрія              | Відбір до ЧЄ 2020                    | -    | 88'      |
| 16-11-2019 | Відень                 | Австрія              | 2 – 1     | Північна Македонія   | Відбір до ЧЄ 2020                    | -    | 79'      |
| 11-11-2020 | Люксембург             | Люксембург           | 0 – 3     | Австрія              | товариський матч                     | -    | 58'      |
| 31-3-2021  | Відень                 | Австрія              | 0 – 4     | Данія                | Відбір до ЧС 2022                    | -    | 65'      |
| 6-6-2021   | Відень                 | Австрія              | 0 – 0     | Словаччина           | товариський матч                     | -    | 78'      |
| 17-6-2021  | Амстердам              | Нідерланди           | 2 – 0     | Австрія              | ЧЄ 2020 - 1-й етап                   | -    | 70'      |
| 24-3-2022  | Кардіфф                | Уельс                | 2 – 1     | Австрія              | Відбір до ЧС 2022                    | -    | 77'      |
| 29-3-2022  | Відень                 | Австрія              | 2 – 2     | Шотландія            | товариський матч                     | -    |          |
| 10-6-2022  | Відень                 | Австрія              | 1 – 1     | Франція              | Ліга націй УЄФА 2022-2023 - 1-й етап | -    | 54'      |
| 13-6-2022  | Копенгаген             | Данія                | 2 – 0     | Австрія              | Ліга націй УЄФА 2022-2023 - 1-й етап | -    | 46'      |
| Усього     |                        | Матчів               | 36        |                      | Голів                                | 3    |          |

## Титули і досягнення
- Чемпіон Австрії (4):

«Ред Булл»: 2013-14, 2014-15, 2015-16, 2016-17
- Володар Кубка Австрії (4):

«Ред Булл»: 2013-14, 2014-15, 2015-16, 2016-17